# Radio Barth

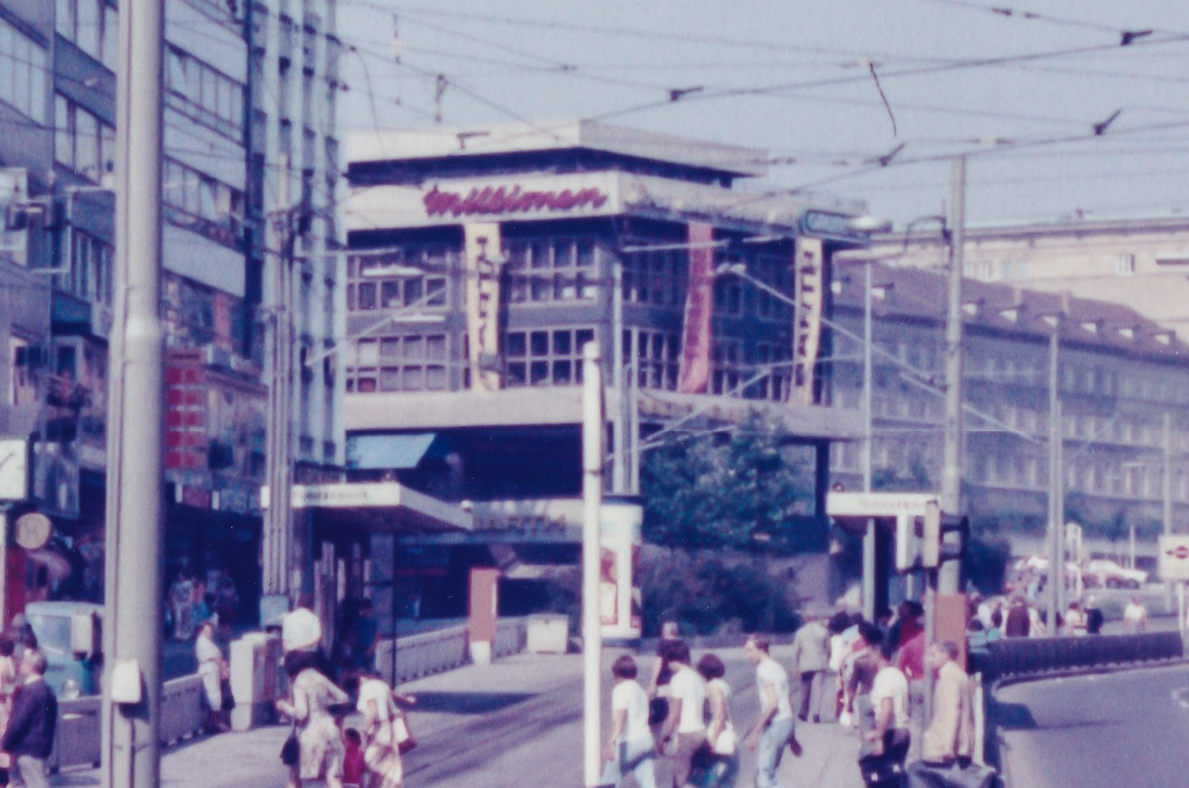
Geschäftshaus Radio Barth von der Eberhardstraße aus (1978)

Radio Barth war bis zu seinem Abriss im Jahr 2000 ein Geschäftshaus im Zentrum Stuttgarts. Es stand dort, wo sich heute das Büro- und Geschäftsgebäude City Plaza befindet.

## Geschichte
Von 1964 bis 1966 wurde das Gebäude nach Plänen des Architekten Paul Stohrer erbaut.
Bis 1995 wurden hier in dem von Robert Barth 1878 gegründeten Unternehmen Musikinstrumente und Unterhaltungselektronik verkauft. Das Radiohaus Barth war eines der ältesten württembergischen Musikfachgeschäfte, gegründet im Jahr 1878, und bis zu seiner Schließung 1995 "Kult" für Stuttgarter.
Nach der Insolvenz des Musikgeschäfts siedelten sich hier Kreative aus der Stuttgarter Musik- und Kulturszene an. Beispielsweise unterhielten hier die Kolchose und das 0711Büro sowie der Regisseur Zoran Bihać Geschäftsräume.
1995 bis zum Abriss im Oktober 2000 war hier die Radio-Bar, ein bedeutender, kultureller Treffpunkt der damaligen deutschen Hip-Hop-Szene.

## Medien
- Der Sender Dasding hat 2009 ein einstündiges dokumentarisches Hörspiel über das Radio Barth-Gebäude mit dem Titel Lebensgefühl im Waschbeton produziert, in dem Zeitzeugen zu Wort kamen.[12]